# August Armack
August Heinrich Armack (* 30. Mai 1786 in Hachenburg; † 26. Mai 1865 in Montabaur) war ein deutscher Papierfabrikant und Abgeordneter.

## Leben
Armack war der Sohn des Kammerkommissars Friedrich Wilhelm Christian Conrad Armack († Juni/Juli 1818), des Sohns des reformierten Pfarrers in Klein-Schmalkalden Nikolaus Armack und der Caroline Gildens. Die Mutter war Maria Katharina geborene Melchior, die Tochter des Apothekers in Frankfurt am Main Adam Michael Melchior. Er war evangelisch und blieb unverheiratet.
Armack lebte als Papierfabrikant in Wied. Sein Vater hatte 1792 die Papiermühle bei Höchstenbach erworben, die nach seinem Tod von August Armack weiterbetrieben wurde. Von 1839 bis 1845 war er Mitglied der Deputiertenkammer des Landtags des Herzogtums Nassau, gewählt aus der Gruppe der Gewerbetreibenden.